# Тур Дели
Тур Дели (фр. Tour de Delhi) — шоссейная одноодневная велогонка, проходившая по территории Индии в 2010 году.	

## История
Гонка была проведена единственный раз в конце августа 2010 году в рамках календаря Азиатского тура UCI с категорией 1.2. Она была организована как тестовое мероприятие в преддверии Игр Содружества, которые должны были пройти в октябре того же года в Дели. Дистанция представляла круговой маршрут в городе Дели протяжённостью 13,7 км который стартовал на площади площадь Виджай-Човк, проходил до Дин Даял Упадхаяя Марг, после чего возвращался снова к Виджай-Човк. Общая протяжённость гонки составила 100 км.

## Призёры
| Год  | Победитель  | Второй          | Третий          |
| ---- | ----------- | --------------- | --------------- |
| 2010 | Арран Браун | Малькольм Ланге | Майнт Беркенбош |